# Alchemilla lineata
Alchemilla lineata é uma espécie de rosácea do gênero Alchemilla, pertencente à família Rosaceae.